# ディープエンド・オブ・オーシャン
『ディープエンド・オブ・オーシャン』（The Deep End of the Ocean）は1999年のアメリカ合衆国のドラマ映画。監督はウール・グロスバード、出演はミシェル・ファイファーとトリート・ウィリアムズなど。3歳で行方不明となった息子が9年後に生還した家族の再生を描いている。原作はジャクリン・ミチャードの1996年の小説『The Deep End of the Ocean』。

## ストーリー
1988年のウィスコンシン州マディソン。写真家のベスは夫パットと2人の息子、生まれたばかりの娘の5人で幸せに暮らしていた。ある日、ベスは高校の同窓会に子供たち3人を連れて行くが、7歳の長男ヴィンセントに手をつないで待っているように言っておいた3歳の次男ベンが、ベスが目を離した隙に行方不明になる。担当のブリス刑事らの懸命な捜査にもかかわらず、ベンが見つからないまま9年の月日が流れる。
家族でシカゴに移り住んだベスは、ある日、近所に住む12歳の少年サムがベンにそっくりであることに気付く。ブリス刑事らに連絡して調べてもらったところ、サムがベン本人であることが判明する。ところが、サムの父ジョージにはサムが誘拐された子であるとの認識は全くなく、サムは亡き妻の連れ子であり、しかも、5年前に自殺したジョージの妻がベスの高校時代の同級生セシルであることが分かる。その後の警察の捜査により、子供を亡くして精神を病んでいたセシルが、亡くなった自分の子と同い年のベンを9年前の同窓会で誘拐し、その後、自分の連れ子としてジョージと結婚したことが明らかになる。
ベンであることが明らかになったサムはベスの家族と暮らすようになるが、9年間のブランクは埋められず、サムと家族の関係はぎこちないものとなる。そして、血の繋がりはなくても自分を深く愛して育ててくれた養父ジョージを忘れられないサムは、ベスらに隠れて家を抜け出してジョージの家で夜を過ごすようになる。そんなサムに対して、家族は一緒にいるべきとするパットは激しく怒るが、サムの幸せを心から願うジョージの愛とサムの深い苦悩を知ったベスは、サムをジョージのもとに返すべきと考えるようになり、パットの反対を押し切ってサムをジョージの家に送り届ける。
ある夜、長男ヴィンセントが飲酒運転で事故を起こし、逮捕される。面会に行ったベスはベンの失踪をきっかけにヴィンセントに辛い思いをさせて来たことを詫びる。別の日、ヴィンセントの面会にやって来たサムは、幼いときの兄ヴィンセントの記憶がかすかに残っていたことを話す。
ヴィンセントが釈放された後のある晩、サムが家にやって来てヴィンセントをバスケに誘う。サムはジョージと話し合い、ベスの家族と暮らすことを決めたのだ。そんなサムにヴィンセントは、自分が9年前に弟を鬱陶しがって追いやったために行方不明になったのだとずっと責任を感じていたと告白する。そんなヴィンセントにサムは、普通のことだから気にするなと言う。兄弟2人の絆が確かに結ばれたその瞬間をベスとパットは温かく見守る。

## キャスト
ベス・カッパドーラ
演 - ミシェル・ファイファー、声 - 高島雅羅
写真家。次男の失踪に責任を感じ、一時は仕事も家事も出来なくなる。
パット・カッパドーラ
演 - トリート・ウィリアムズ、声 - 小山力也
ベスの夫。イタリアンレストランを経営。
キャンディ・ブリス
演 - ウーピー・ゴールドバーグ、声 - 小宮和枝
ベン失踪事件の担当刑事。レズビアンの黒人女性。後にベスの親友となる。
ヴィンセント・カッパドーラ
演 - ジョナサン・ジャクソン、声 - 岩永哲哉（7歳時：コリー・バック、声 - 矢島晶子）
ベスとパットの長男。弟ベンの失踪に責任を感じ、母ベスとの関係がぎくしゃくしている。
ベン・カッパドーラ/サム・カラス
演 - ライアン・メリマン、声 - 高山みなみ（3歳時：マイケル・マッケルロイ）
ベスとパットの次男。3歳の時に誘拐され、サム・カラスとして12歳まで育つ。
ケリー・カッパドーラ
演 - アレクサ・ヴェガ
ベスとパットの長女。3人兄妹の末っ子。ベンが失踪した時は乳飲み子だった。
ジミー・ドハティ
演 - マイケル・マグレイディ
ベスの高校時代の同級生の刑事。キャンディの部下。ヴィンセントとベンに懐かれている。
エレン
演 - ブレンダ・ストロング
ベスの高校時代の同級生で親友。
アンジェロ・カッパドーラ
演 - トニー・ムサンテ
パットの父。
ロージー・カッパドーラ
演 - ローズ・グレゴリオ
パットの母。
ジョージ・カラス
演 - ジョン・カペロス
サムの養父。亡妻セシルの連れ子サムを実子のように慈しんで育てて来た。
ローリー
演 - ルシンダ・ジェニー
ベスの親友。ベスを写真家として復帰させ、彼女を立ち直らせる。
セシル・ロックハート
演 - マリアンヌ・サマーズ
テレビタレント。ベスの高校時代の同級生。

## 作品の評価
Rotten Tomatoesによれば、35件の評論のうち高評価は43%にあたる15件で、平均して10点満点中5.80点を得ている。
Metacriticによれば、28件の評論のうち、高評価は7件、賛否混在は16件、低評価は5件で、平均して100点満点中45点を得ている。